# Antineutrino do elétron
Antineutrino de elétron (
ν
e) é uma partícula elementar subatômicas, é antipartícula do neutrino de elétron. Eles são produzidos naturalmente numa das duas variações possíveis do decaimento beta, o beta negativo, no qual um nêutron torna-se um próton, como demonstrado abaixo:
{\displaystyle \mathrm {n} \rightarrow \mathrm {p} +\mathrm {e} ^{-}+{\bar {\nu }}_{e}}

## Teoria e descoberta

Decaimento beta.

Na década de 1930, Wolfgang Pauli propôs existência de partículas, hoje conhecidas com neutrinos e antineutrinos, para explicar algumas anomalias aparentes. Observou-se que os decaimentos beta violariam a a conservação de energia e momento. A teoria de Wolfgang envolvendo uma partícula de massa e energia ínfima e quase indetectável envolvida nestes processos respeitaria esses dois princípios.
Em 1956, uma equipe de pesquisa estado unidense, liderada por Frederick Reines, reportou a descoberta do antineutrino de elétron. Em seus experimentos, os antineutrinos emitidos em um reator nuclear foram postos para reagirem com prótons para produzir nêutrons e pósitrons. Descrito abaixo:
{\displaystyle \ {\bar {\nu }}_{e}+{p}\rightarrow \mathrm {n} +\mathrm {e} ^{+}}